# História dos cinemas de Campinas

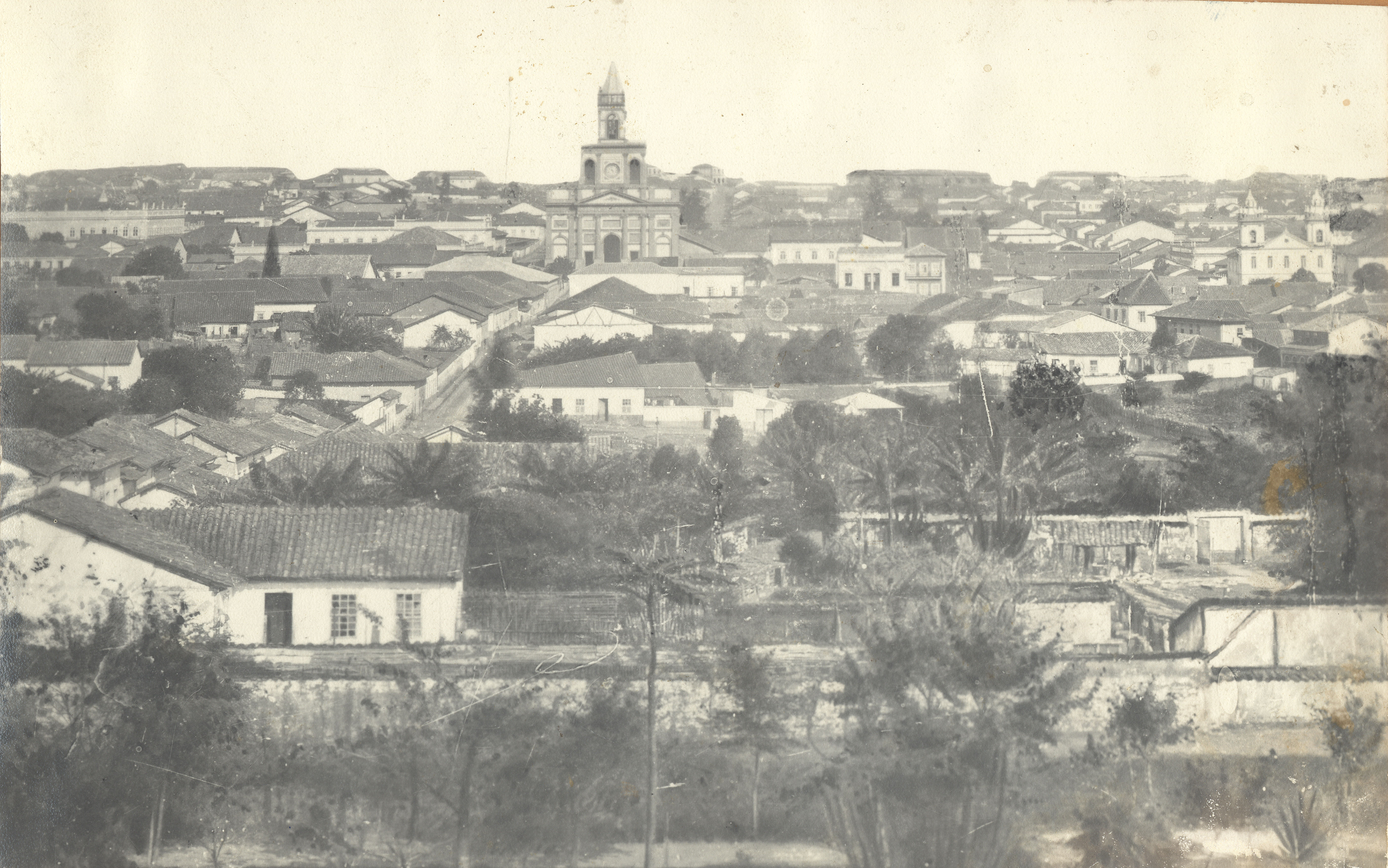
Vista do centro da cidade de Campinas em 1878.

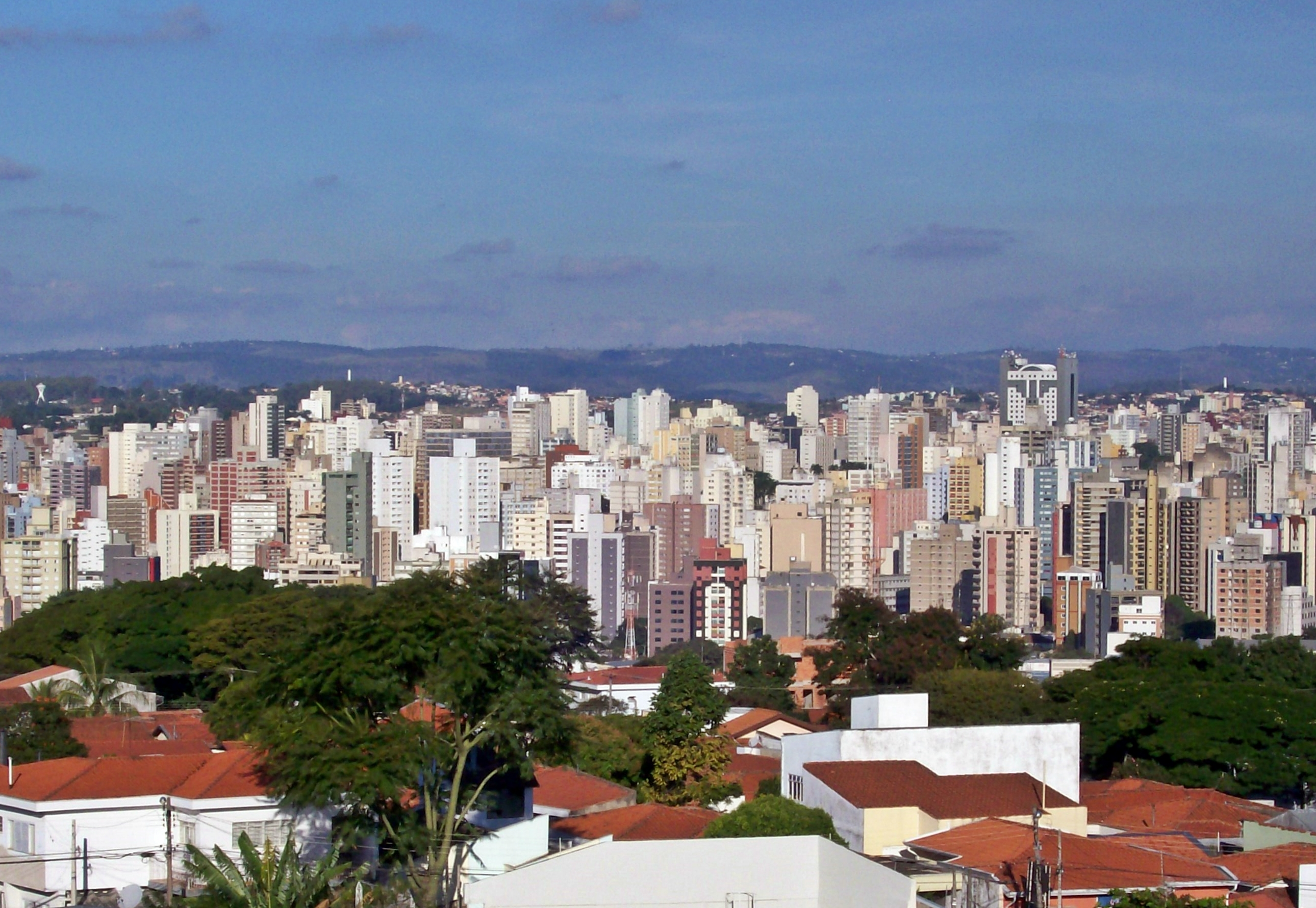
Vista da cidade de Campinas em 2010.

A História dos Cinemas de Campinas está entrelaçada com a história dos cinemas que se localizavam nas ruas, através do século XX, iniciando com o 1º cinema da cidade, que ficava no Teatro São Carlos, até o início do século XXI, quando testemunha-se o fim dos cinemas de rua e o domínio incontestável das salas de cinema dos shoppings.

## Cinemas de rua
Os cinemas localizados na rua iniciaram com o século XX, tornaram-se símbolos de modernidade e glamour, influenciaram a sociedade na formação e interpretação de seus costumes, sonhos e tradições, e igualmente com o século XX partiram, sob o saudosismo de várias gerações que cresceram sob suas luzes e fantasias. Um dos principais pontos de encontro, o cinema de rua marcou época, e fez parte da vida social da grande maioria das cidades brasileiras. Inicialmente improvisados, utilizando antigas salas de espetáculos, bailes e variedades, equipados com cadeiras de palha e construções rústicas, foram se tornando, aos poucos, mais sofisticados, com edifícios construídos especialmente para a projeção cinematográfica.
As questões mais subjetivas da mudança cultural e econômica do Século XX foram interferindo de forma diversa, porém fatal, sobre os chamados “cinemas de rua”. Com as mudanças sociais que banalizaram a violência urbana, o surgimento dos shoppings se tornou a solução para a insegurança das ruas. O cinema de rua se tornou vulnerável e começou a decair, mediante a queda da frequência. Através de recursos extremos de sobrevivência, como o investimento em filmes pornográficos em busca de uma plateia menos exigente quanto à qualidade, haja vista a qualidade demandar recursos, provocou o desinteresse e o conseqüente descaso para com as salas de projeção, que se tornaram verdadeiros “entraves” ao desenvolvimento local. Ofertas mais vantajosas de recursos transformaram os espaços quase sempre enormes dos cinemas em alvo de especulação, e foram aos poucos sendo substituídos por bingos, igrejas, centros comerciais, enquanto as salas de cinema foram totalmente concentradas em shoppings.
Por outro lado, a multiplicação das salas de cinema dos shoppings veio ao encontro não apenas da necessidade da segurança que as ruas não mais ofereciam, mas também em virtude da grande oferta e rotatividade de filmes, quando a sala de cinema menor em tamanho e maior em número possibilitava atender mais adequadamente à demanda cinematográfica.

## Primeiras sessões de cinema
No fim do século XIX, em 8 de junho de 1896, era realizada a 1ª sessão de cinema do Brasil, na Rua do Ouvidor, no Rio de Janeiro, e em 28 de fevereiro de 1900 era fundado o Cinematógrafo Paris, em São Paulo. A partir de então, através do Brasil centenas de salas de cinema foram construídas, e salões foram improvisados para a projeção dos filmes.
- Teatro São Carlos

Construído em 1850, quando a produção do café começava a emergir na economia campineira, o Teatro São Carlos pode ser considerado o pioneiro na projeção cinematográfica em Campinas, pois suas atrações já envolviam atividades ligadas à projeção de imagens mesmo antes do cinematógrafo. Consta que em 02 de outubro de 1894 já anunciava a apresentação do “Diaphanorama Universal”, da Companhia de Variedades Francesas do ilusionista Faure Nicolay, que se apresentava no Brasil anunciando o “Diaphanorama Universal” com “deslumbrantes quadros fantásticos em combinação com o cinematógrafo”.
O mesmo Teatro São Carlos, em 1895, anunciava a exibição do Kynetoscópio de Thomas Edison, precursor do cinematógrafo. O programa da exibição do Kynetoscópio anunciava:
Dois anos após o cinematógrafo ser anunciado na Europa pelos Irmãos Lumière, em 1895, o Teatro São Carlos já apresentou uma exibição, em 1897 ou 1898.
O Teatro São Carlos se colocava, portanto, na vanguarda dos acontecimentos e do progresso, e em 1903, por ocasião da apresentação da peça “Pastoral”, de Coelho Neto, o palco e a plateia foram iluminados à eletricidade, novidade que chegara em Campinas a partir de 1886.

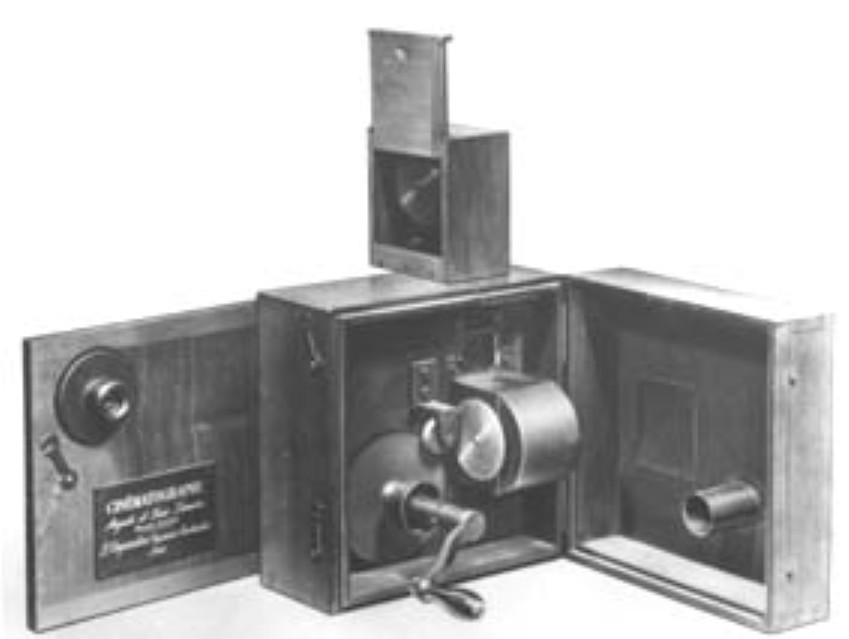
Cinematógrafo Luminére, 1895.

Era administrado pela Empresa Ribeiro Júnior, e se transformou em cinema sob o nome Cine Fox, de Viana & Bianchi. Foi demolido em 1922, para dar lugar ao “Teatro Municipal” (mais tarde, em 1959, denominado Teatro Municipal Carlos Gomes), com capacidade aumentada para 1300 lugares, e que foi inaugurado em 10 de setembro de 1930.
“Ente 1896 e 1908, o cinematógrafo deixou de ser apenas uma nova invenção técnica, (...) para se constituir e afirmar como novo gênero espetacular”,  passando a ser explorado comercialmente, porém de forma irregular.
- Casa Livro Azul

Outro estabelecimento a entrar na cinematografia foi a Casa Livro Azul, do editor e livreiro Antonio Benedito de Castro Mendes, que exibe regularmente fitas adquiridas na Exposição de Paris.
A Casa Livro Azul era um estabelecimento comercial para os serviços de encadernação e tipografia e o comércio de artigos de papelaria, material de escritório e de livraria. Vendia também brinquedos, pianos e materiais para iluminação elétrica. Seu diferencial, no entanto, era a promoção de sessões de cinema e divulgação de atividades culturais. Pertencente à família Castro Mendes, foi inaugurada em 1876, encerrando suas atividades em 1958.
- Cine Rink

Cine Rink

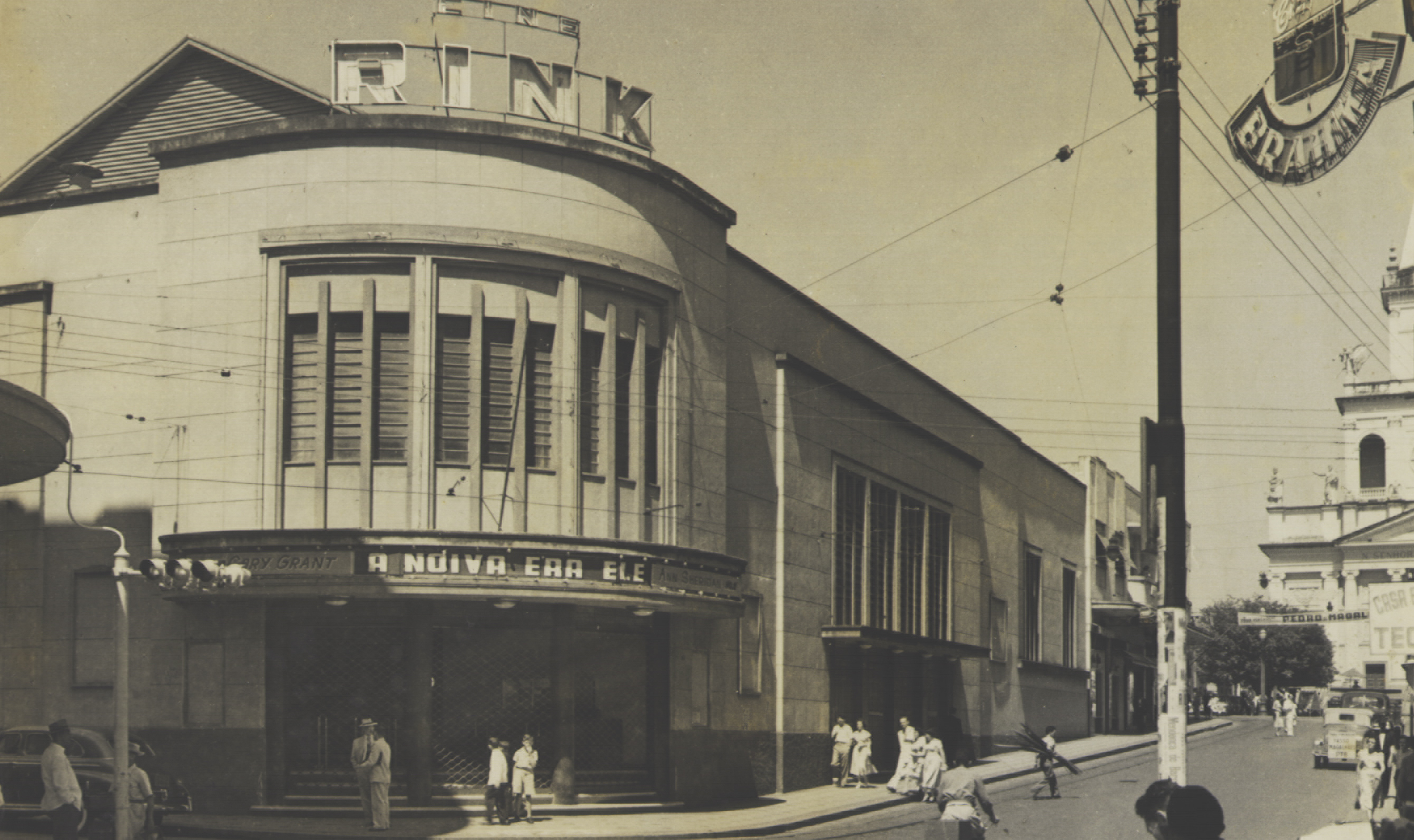
Cine Rink.

O Rink Campineiro fora inaugurado em 1878, inicialmente uma casa de espetáculos especializada em patinação e possuindo também um salão para espetáculos, bailes e conferências; era localizado na esquina da Barão de Jaguara com a Conceição. Com a chegada do cinematógrafo, a partir de 1901 passa a haver sessões regulares do Cinematógrafo Universal e da American Biograph. A Empresa Serrador se instalara nesse cinema, com um aparelho Richebourg.
O Cine Rink desabou, tragicamente, durante a matinê de 16 de setembro de 1951, causando muitas mortes. Com capacidade para 1200 pessoas o cinema estava lotado. O teto começou a desabar quando os espectadores assistiam à matinê dupla com os filmes Os salteadores e Amar foi minha ruína. Em poucos minutos, houve 25 mortes (mais 15 mortes posteriormente) , além de mais de 400 feridos.
Em 10 de outubro de 1951, o Correio Popular anunciava: “A palavra dos técnicos na tragédia do Cine Rink: Afirmam, em substancioso laudo, ter sido ação de mãos malfeitosas. 25 pessoas morreram no local ou ao dar entrada nos hospitais. Os que perderam a vida na tragédia”.
Na Rua Culto à Ciência, o Condomínio Edifício Flora é uma homenagem da Percon Engenharia à menina Flora Otávia Cationi Oliva, uma das vítimas do desabamento do Cine Rink. Flora tinha 12 anos e estava no cinema com a mãe, Ophélia, o irmão Rafael e mais duas irmãs. Rafael sofreu ferimentos graves, mas sobreviveu.
- Cine Coliseu

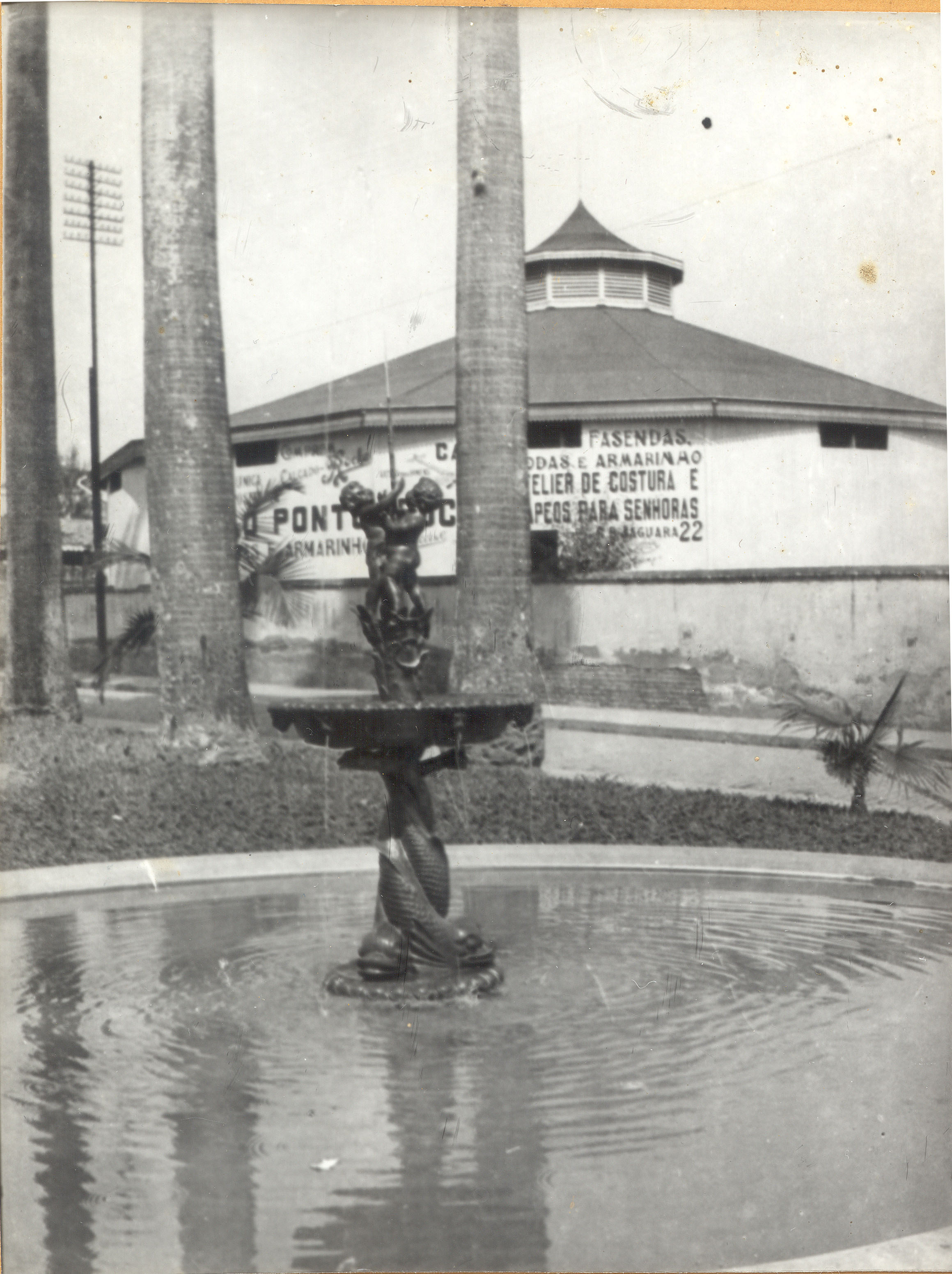
Cine Coliseu (1920)

Foi inaugurado em 1905 um rústico barracão denominado Pavilhão Coliseu Taurino, uma casa de diversões que apresentava touradas, circo de cavalinhos, luta romana, e outros entretenimentos da época. A partir de 1916, após a realização de reformas e seguindo a ascensão dos cinemas em Campinas, passou a funcionar como cinema, com o nome de Cine Coliseu. Tinha capacidade para 2 mil pessoas, e era dirigido pela dupla Luiz Vianna & Bianchi.
O Cine Coliseu se localizava na esquina das Ruas César Bierrembah e Irmã Serafina. Com o Plano Prestes Maia de remodelação urbana, o cinema fechou suas portas em 1944, e foi demolido em 1946. Atualmente, no local, está o Clube Semanal de Cultura Artística.
- Cine Bijou

Por volta de 1905, “as sessões de cinema se incorporaram ao entretenimento de parte das famílias da cidade com condições de usufruir destas novidades modernas”. Abrem-se nova casas de cinema, tais como Cine Bijou e Cine Recreio em 1909, o Cinema “Salão Caritas”em 1910, o Teatro Carlos Gomes (Cassino) em outubro de 1910, o Cine Radium em 1911, que instalou-se no local do “Eden Variedades”.
O Cine Bijou se localizava na Rua Barão de Jaguara, na época denominada Rua Direita. Foi inaugurado em 27 de março de 1909. Pertenceu primeiramente à Empresa Ribeiro Júnior, depois Penteado & Proença, e em 1913, a Mario Penteado. O Bijou teve, entre seus atrativos da época, a orquestra de moças dirigidas pela violinista francesa Eugênia Franc.
- Cine Recreio

Inaugurado em 8 de maio de 1909, tinha entre suas atrações a orquestra de Moreira Lopes. Inicialmente no cruzamento das Ruas Dr. Quirino e Conceição, seu teto veio abaixo, e o acidente não registrou grandes transtornos, porque o cinema estava fechado. Em seu lugar se instalou o “Éden Variedades”, que posteriormente seria o Cine Radium. Atualmente, no local, está o Edifício Santana – o primeiro “arranha céu” de Campinas.
Mudou-se, após o acidente ocorrido, para a esquina da  Rua César Bierrembah com a Rua Dr. Quirino, onde hoje se encontra uma galeria comercial.
- Cine do Externato São João

O Externato São João foi fundado em 1909, e as suas sessões de cinema funcionavam sob a direção e a orquestra do Padre José dos Santos.
- Cinema “Salão Caritas”

Inaugurado em 1910, localizava-se na Rua Sacramento, e logo foi fechado.
- Teatro Carlos Gomes

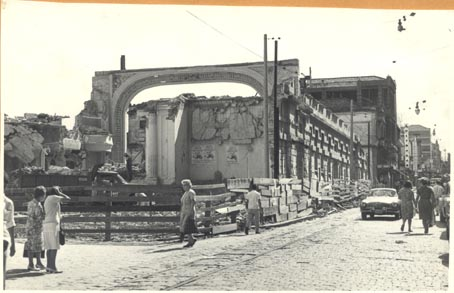
Demolição do Teatro Municipal Carlos Gomes (1965)

O Teatro (Cassino) Carlos Gomes foi inaugurado em 31 de outubro de 1910. Um dia antes da inauguração, foi aberto ao público para visitação, desde as 6 horas da tarde, para que as pessoas apreciassem a iluminação elétrica, então uma novidade.
Inicialmente funcionava sob a administração da Empresa Damy & Cia., depois passou para a Empresa Ribeiro Júnior e Carlos O. Penteado. Localizava-se na Rua Bernardino de Campos, atrás da estátua de Carlos Gomes.
- Cine Radium

Inaugurado em 23 de setembro de 1911, o Cine Radium ficava no cruzamento da Rua Dr. Quirino com a Rua Conceição, onde anteriormente fora o Cine Recreio, e pertencia à empresa Manga & Cia.

## Anos 20, 30 e 40
Ao longo do Século XX, várias novas salas de projeção foram se instalando na cidade de Campinas, decorrentes do progresso econômico que o cinema passou a representar. Cinemas como o Cine República, inaugurado em 1926, o Cine Carlos Gomes, em 1947, o Cine Voga em 1941, o Cine Casablanca, em 1953. A projeção de filmes fez parte, inclusive, da programação do Teatro Municipal, que apresentava eventualmente sessões de cinema, desde sua inauguração, em 1930, até sua demolição, em 1965. Antigos cinemas foram remodelados ou ressurgiram de outros, tais como o Cine Jequitibá, que surgiu da reforma do Cine Voga, nos anos 60, e o Cine São Carlos, que foi construído e inaugurou em 1924, após a demolição do Teatro São Carlos, e que foi o responsável pelo primeiro filme sonorizado em Campinas.
- Cine São Carlos

Após a demolição do Teatro São Carlos, foi inaugurado, a 9 de maio de 1924, o Cine (Teatro) São Carlos, na Rua César Bierrembach, esquina com a Coronel Rodovalho, inicialmente propriedade da Firma Ortale & Franceschini, depois da Bomer & Cia. e Empresa Cinematográfica Paulista.
Funcionou durante 37 anos, freqüentado pela elite cultural e financeira da cidade e projetou, pela primeira vez em Campinas, um filme sonorizado. Foi interditado para reformas em 1951, após o desastre do Cine Rink, para nunca mais reabrir.
O Cine São Carlos exibia, nos anos 40, dois seriados por domingo, e em seguida um longa metragem.
- Cine República

Incêndio no Cine República (1944)

O Cine República foi inaugurado em 1º de janeiro de 1926, no prédio que pertencera à Viscondessa de Campinas, e que também funcionara como Grupo Escolar, sob a administração da Empresa Coelho & Muniz. Foi inaugurado com o filme Mocidade Louca, de Felipe Ricci, produzido em Campinas. Ficava no Largo da Catedral, esquina das Ruas Francisco Glicério e Costa Aguiar, possuía 2 mil lugares, e foi destruído por um incêndio sem vítimas, em 1944.
- Teatro Municipal

O Teatro Municipal de Campinas apresentava sessões de cinema eventualmente. Localizado na Praça Rui Barbosa, foi inaugurado em 10 de setembro de 1930, de propriedade da Prefeitura Municipal de Campinas, possuía 1207 lugares e uma média anual de 242 sessões de cinema. Em 1959, passou a se chamar Teatro Municipal Carlos Gomes. Foi fechado e demolido em 1965, repentinamente e sem maiores explicações.
- Cine Santo Antônio

O Cine Santo Antônio foi fundado pelo cineasta e escritor Henrique de Oliveira Júnior em 1939, e se localizava na Rua Humaitá, 172, em Sousas. Possuía 200 lugares, funcionava 3 vezes por semana e fazia uma média de 164 sessões de cinema por ano. Atualmente ali se localiza a “Sociedade Italiana Lavoro e Progresso”.
- Cine Voga

Cine Voga (década de 1940)

O Cine Voga estava localizado na Rua General Osório, na esquina com a Avenida Anchieta. Fundado em 1941, possuía 1210 lugares, com uma média anual de 1092 sessões. Apresentavas a sessão “zigzag”, que começava às 9 horas da manhã e ia até o meio dia.
O Cine Voga passou por várias reformas e, para “inovar”, mudou a denominação para Cine Jequitibá, em 1969. Com as mesmas características iniciais, funcionou até 2004. Atualmente abriga a “Igreja Mundial do Poder de Deus”.
- Cine Carlos Gomes

O Cine Carlos Gomes foi fundado em 1947, localizava-se na Rua Campos Sales, 603, possuía 1837 lugares, com uma média anual de 1075 sessões. Em seu período final, apresentava apenas filmes pornográficos. O prédio ainda existe, mas atualmente é uma Igreja Universal do Reino de Deus.
- Cine Santa Maria

O Cine Santa Maria foi fundado em 1949, e se localizava na Rua Regente Feijó, 391. Possuía 800 lugares e uma média de 778 sessões por ano.

## Anos 50 e 60
Nos anos 1950 surgiram os cinemas nos bairros e nos distritos, como foi o caso do Cine Real, no Bonfim, o Cine São Jorge, em São Bernardo, o Cine Rex, na Vila Industrial, e o Cine Santo Antônio, em Sousas.
Acompanhando a crescente popularidade do cinema, os espetáculos se tornaram rotina na cidade, porém nem sempre as casas de projeção se adaptaram, ou visualizaram a exigência de uma nova realidade de segurança urbana. Acidentes graves, como o desabamento do Cine Rink, um cinema com 1200 lugares, em 1951, com dezenas de mortos e centenas de feridos; o incêndio (sem vítimas) do Cine República, em 1944, foram adaptando as leis de fiscalização municipal a uma nova realidade.
- Cine Rádio

O Cine Rádio, fundado em 1950, era um cine teatro, com capacidade de até 420 pessoas, na Rua Barreto Leme, 931. Ficava no local onde atualmente é o auditório da Rádio Educadora de Campinas, que lançou um programa de recordação de antigas canções, denominado “Cine Rádio” em homenagem ao antigo cinema naquele local.
- Cine Windsor

Na esquina da Rua General Osório com a Regente Feijó, instalou-se o último cinema a ser construído na área central e o último a ser demolido. O Cine Windsor foi construído na década de 1950 e, por sua grande imponência, era freqüentado pela elite da cidade. Possuía um saguão em mármore e carpetes vermelhos, e já chegou a ter 1.800 poltronas. Era ali que aconteciam os grandes lançamentos cinematográficos da época. De propriedade da Irmandade de Misericórdia de Campinas, o cinema mudou suas características principais com a troca na administração. A partir de 1978, esteve sob a administração da Rede Hawai. Em seu período final, o cinema só exibia filmes pornográficos.
Em 2006, o prédio foi lacrado pela Prefeitura,e atualmente é uma Igreja do Evangelho Eterno.
A escritora Isa Fonseca, autora de A Paz do Meu Avô e que morou em Campinas de 1957 a 1974, relata que um dos filmes que mais a impressionaram, no cine Windsor, foi 2001, Uma Odisseia no Espaço. A escritora tem mestrado na PUC/SP em cinema. Frequentou as matinês desse cinema ainda muito pequena, até  mesmo sozinha e de bonde, para assistir aos festivais Tom & Jerry. 
- Cine Casablanca

O Cine Casablanca foi fundado em 1953 e se localizava na Praça C. de Lemos, 60, na Vila Industrial. O filme que inaugurou sua tela panorâmica foi A Serpente do Nilo, de 1953. Funcionava diariamente, possuía 1450 lugares e apresentava uma média de 520 sessões ao ano.
Foi vendido para a Prefeitura Municipal, que o transformou no Teatro Castro Mendes em 1970. Após a demolição do antigo Teatro Municipal de Campinas, em 1965, o Teatro Castro Mendes foi uma adaptação do Cine Casablanca, e passou a ter 831 lugares. Foi inaugurado em 1970, posteriormente foi fechado para reformas e reabriu em 1974.
- Cine Real

O Cine Real foi fundado em 1953, e era localizado na Rua Gov. Pedro de Toledo, 1201, no Bonfim. Era um dos cinemas de bairro de Campinas. Possuía 750 lugares, e uma média de 412 sessões por ano.
O filme que inaugurou o Cine Real foi Coração de Mãe, de 1953. Atualmente, no local, funciona uma mecânica e funilaria.
- Cine Rex

O Cine Rex era um dos cinemas de bairro de Campinas e se localizava na Vila Industrial. Foi inaugurado em 29 de dezembro de 1953, com o filme “Duas Garotas e Um Marujo” (1944). Possuía 1130 lugares e apresentava uma média de 412 sessões ao ano. Funcionou até a década de 1980.
- Cine São Jorge

O Cine São Jorge foi fundado em 1954, e era localizado na Avenida das Amoreiras, 1289, no São Bernardo. Era um dos cinemas de bairro de Campinas, funcionava diariamente, possuía 640 lugares e apresentava em média 406 sessões por ano.
- Ouro Verde

O Cine Ouro Verde, fundado em 1955, localizava-se na Rua Conceição, 259. Funcionava diariamente, possuía 1860 lugares e uma média de 1092 sessões por ano. Era imenso, sua entrada era na Rua Conceição e ia ate a César Bierremback. Possuía uma mezanino e suas colunas na entrada eram imponentes. Foi demolido em meados dos anos 90, para construir um gigantesco prédio cujo Centro de Conveniência seria o inicialmente denominado Shopping Ouro Verde e posteriormente Shopping Jaraguá Conceição.
- Cine Regente

O Cine Regente se localizava na Rua Regente Feijó, e atualmente é um varejão.
- Cine Bristol

O Cine Bristol, que também já foi Cine Brasília, localizado na Rua Regente Feijó, foi interditado por risco de incêndionos anos 90, e atualmente é uma Igreja Universal do Reino de Deus.
- Cine São José

O Cine São José foi inaugurado em 5 de dezembro de 1958, com o filme “Uma Americana na Itália” (1958), com Vittorio Gassman e Diana Dors. Localizava-se na Rua Paula Bueno, 992, no Taquaral e pertencia à Empresa Cinematográfica de Campinas S. A. Funcionava diariamente e apresentava uma média de 32 sessões ao ano. Atualmente é uma Igreja do Nazareno.
- Cine Jequitibá

Único com tela cinerama e projetor para 70 mm, foi anteriormente o Cine Voga, que após muitas reformas foi denominado Cine Jequitibá, em 1969. Com as mesmas características iniciais, funcionou até 2004. Atualmente abriga a “Igreja Mundial do Poder de Deus”.

## A decadência dos cinemas de rua e a resistência dos cinemas alternativos
- Cine Paradiso

O Cine Paradiso foi inaugurado em 16 de abril de 1983, quando passou a funcionar (ainda sem esse nome) nas dependências do Senac, na Rua Sacramento, fundado, entre outros, por Hélcio Henriques e Laércio Júnior (os sócios-proprietários remanescentes). A primeira sessão exibida no Senac foi Tristana (1970), de Luís Buñuel. Em 1992, o cineclube mudou-se para o endereço onde funcionou até o fechamento, na Rua Barão de Jaguara, 936, na Galeria Barão Velha. A estreia nas novas instalações foi com o curta-metragem Pornografia, de Walter Salles, o documentário João da Mata (produzido pelo campineiro Marcos Craveiro), um curta do Núcleo de Cinema de Animação e Cinema Paradiso (1988), de Giuseppe Tornatore.
O idealizador e proprietário do Cine Paradiso foi Hélcio Henriques. Apresentando filmes alternativos, os quais não são apresentados no circuito dos grandes cinemas, foi fechado em 2009. Em 30 de novembro de 2009, o jornal Correio Popular anunciava o “fim dos cinemas isolados no Centro de Campinas”.
- Centro Cultural Evolução

O Centro Cultural Evolução foi inaugurado em 28 de setembro de 2000, localizava-se na rua Regente Feijó, 1087, e apresentava filmes alternativos. Foi fechado em 2006.
- Casa do Lago

O Espaço Cultural Casa do Lago é um espaço alternativo, inaugurado em 18 de abril de 2002, que apresenta eventuais sessões de cinema. Localiza-se no campus da Unicamp, em Barão Geraldo, ao lado do Parque Ecológico Hermógenes de Freitas Leitão Filho. A Casa do Lago tem uma sala de cinema com 72 lugares. Além da tela de projeção, a sala possui um palco, o que permite que neste espaço também sejam apresentadas peças de teatro e ministrados workshops e palestras.

## O fim dos cinemas de rua
As questões mais subjetivas da mudança cultural e econômica foram interferindo de forma diversa, porém fatal, sobre os chamados “cinemas de rua” não apenas de Campinas, mas de todo o país. Os cinemas de rua foram aos poucos fechados e vendidos, transformando-se em bingos, igrejas, centros comerciais, enquanto as salas de cinema da cidade foram totalmente concentradas em shoppings.
No dia 30 de novembro de 2009 o jornal Correio Popular publicava o fim do Cine Paradiso, e com ele o “fim dos cinemas isolados no Centro de Campinas”.